# Givi Matjarasjvili
Givi Matjarasjvili (georgiska: გივი მაჭარაშვილი), född 17 maj 1997, är en georgisk brottare som tävlar i fristil.

## Karriär
Vid europeiska spelen 2019 i Minsk tog Matjarasjvili silver i 125 kg-klassen efter en finalförlust mot ryske Anzor Chizrijev. Vid EM 2022 i Belgrad tog han brons i 97 kg-klassen efter att ha besegrat ungerske Vladislav Bajtsajev.
Under 2023 tog Matjarasjvili guld i i 97 kg-klassen vid EM i Zagreb och brons vid VM i Belgrad.